# Cnemaspis affinis
Cnemaspis affinis là một loài thằn lằn trong họ Gekkonidae. Loài này được Stoliczka mô tả khoa học đầu tiên năm 1870.